# ۲۲۱ (پیش از میلاد)
۲۲۱ (پیش از میلاد) ۲۲۱مین سال قبل از تقویم میلادی است.